# Révolution permanente
Cet article concerne le mot d'ordre lancé par Karl Marx. Pour l'essai politique de Léon Trotski, voir La Révolution permanente. Pour le parti politique, voir Révolution permanente (parti politique).
 (janvier 2024).
Si vous disposez d'ouvrages ou d'articles de référence ou si vous connaissez des sites web de qualité traitant du thème abordé ici, merci de compléter l'article en donnant les références utiles à sa vérifiabilité et en les liant à la section « Notes et références ».
La révolution permanente est un mot d'ordre lancé par Karl Marx puis développé en théorie par Léon Trotsky et Alexandre Parvus pour désigner le processus par lequel la révolution ne s'arrête pas tant qu'elle n'a pas atteint tous ses objectifs. Cela signifie en particulier, pour Trotsky, que les révolutions de notre temps ne sauraient s'arrêter à des réalisations nationales et bourgeoises, et que le prolétariat s'emparera du mouvement pour entreprendre une révolution mondiale et communiste.
Cette théorie n'est pas, pour Trotsky, seulement valable pour la Russie, mais pour tous les pays dominés par les grandes nations impérialistes (il évoque aussi beaucoup la Chine, par exemple), où subsistent le plus souvent des restes de féodalisme et où la bourgeoisie nationale est trop faible pour proposer une politique tant soit peu révolutionnaire, comme avait pu le faire la bourgeoisie française en 1789. C'est donc au prolétariat que reviennent les tâches de la révolution bourgeoise, entre autres choses la suppression des restes de féodalisme, la réforme agraire, etc. en plus des tâches qui lui sont propres.
La révolution permanente s’oppose à la théorie de la révolution par étapes, défendue notamment par les partisans de Staline au cours des fronts populaires.

## Pour Marx et Engels
La première utilisation du terme par Marx et Engels est faite dans le livre La Sainte Famille de 1844, pour décrire le comportement de Napoléon Bonaparte qui substitue à la Terreur son propre régime marqué par ses réformes.
En 1849, Marx et Engels remarquent que le terme est réutilisé par d'autres journalistes et auteurs comme un journaliste du Kölnische Zeitung ou Henri Druey.
C'est en 1850 avec l'Adresse du Comité central à la ligue des communistes que le mot révolution permanente est vraiment connu du public. Pour Marx, contre la petite bourgeoisie qui veut mettre fin à la révolution le plus tôt possible, la révolution permanente doit continuer jusqu'à ce que les moyens de production soient aux mains de la classe prolétarienne.

## Pour Trotsky
Trotsky, se basant sur Alexandre Parvus, publie en 1905 Bilan et Perspectives et en 1929 La Révolution permanente.
Pour Trotsky, la bourgeoisie russe ne conduirait pas une révolution qui instaurerait la démocratie et résoudrait la question des terres. Ces mesures étaient considérées comme essentielles au développement économique de la Russie. Par conséquent, la révolution devrait être menée par les prolétaires, qui non seulement devraient accomplir la tâche de la révolution bourgeoise démocratique, mais aussi commencer la lutte pour surpasser cette révolution bourgeoise.

## Révolutions dans les pays en développement et théorie de la révolution permanente déviée
Parmi les défenseurs de la théorie, un débat a lieu concernant la nature des révolutions dans les pays en développement — Cuba, Chine, pays de l'Afrique post-coloniale. Certains[Qui ?] défendent ces révolutions comme un nouveau type de révolution socialiste. Tony Cliff a proposé une réforme de la théorie de la révolution permanente pour expliquer la situation de ces pays : la théorie de la révolution permanente déviée. En 1963, Cliff affirme que les révolutions récentes dans des pays en développement (Chine, Cuba) n'ont pas été dirigées par le prolétariat, numériquement faible et peu éduqué, mais par la petite-bourgeoisie intellectuelle. L'intelligentsia y forme une « élite révolutionnaire professionnelle » qui si elle sort victorieuse de sa lutte pour le pouvoir d'État instaure un capitalisme d'État.

## Évocation du concept dans la culture populaire
- Georges Moustaki fait référence à la révolution permanente dans sa chanson Sans la nommer.

## Parti politique français contemporain
Révolution permanente est le nom du site d'actualité de l'organisation politique éponyme Révolution Permanente , ayant scissionné en 2021 du NPA[source secondaire souhaitée].